# Ursula Höpfner-Tabori
Ursula Höpfner-Tabori (* 19. Dezember 1949 in Hannover; † 14. Januar 2024 in Berlin) war eine deutsche Tänzerin und Schauspielerin.

## Leben
Ursula Höpfner erhielt von 1967 bis 1971 eine Ausbildung in Ballett-Tanz bei Yvonne Georgi an der Hochschule für Musik und Theater Hamburg. Von 1971 bis 1972 war sie am Staatstheater Hannover engagiert, 1973 bis 1976 am Bremer Theater bei Ballettdirektor Johann Kresnik.
In Bremen lernte sie 1975 George Tabori kennen und trat in dessen neu gegründetem Theaterlabor auf. 1978 ging sie mit ihm an die Münchner Kammerspiele, 1981 an das Schauspielhaus Bochum, wo sie bis 1984 in Tabori-Stücken agierte. Am 12. Januar 1985 heiratete sie ihren Lebensgefährten im alten Gasthof Bierbichler am Starnberger See.
1985/86 spielte sie weiter mit Tabori an den Münchner Kammerspielen, 1986 bis 1990 gehörte sie zum Ensemble von Taboris Experimental-Theater „Der Kreis“ in Wien. 1990 bis 1999 arbeitete sie am Wiener Burgtheater, seit 1999 gehörte sie zum Berliner Ensemble. 
Höpfner wirkte auch in zahlreichen Hörspielen von Tabori mit. Ihre vom Tanz geprägte Spielweise verfügte sowohl über tragische als auch komische Ausdrucksmöglichkeiten.
Wie die Berliner Zeitung am 22. Januar 2024 bekannt machte, starb Ursula Höpfner-Tabori am 14. Januar 2024 in Berlin.

## Hörspiele
- 1980: Donald Barthelme: Das Konservatorium – Regie: George Tabori (Hörspiel – HR/NDR/SDR)
- 1983: George Tabori: Sigmunds Freude – Regie: George Tabori/Jörg Jannings (Hörspiel – RIAS Berlin/WDR)
- 1983: George Tabori: Jubiläum – Regie: Jörg Jannings (RIAS Berlin/RB)

## Auszeichnungen
- 1989: Kainz-Medaille für ihre Darbietung in der Shakespeare-Collage Verliebte und Verrückte.
- 1995: Schauspielerin des Jahres in der Kritiker-Umfrage der Zeitschrift Theater heute[5]